# Ole Pohlmann
Ole „Olinho“ Pohlmann (* 5. April 2001 in Minden) ist ein deutscher Fußballspieler. Der Offensivspieler steht in Portugal beim Rio Ave FC unter Vertrag und war Nachwuchsnationalspieler.

## Karriere

### Verein
Pohlmann kommt aus dem ostwestfälischen Petershagen-Lahde und begann beim TuS Lahde/Quetzen mit dem Fußballspiel, elfjährig wechselte er zu Hannover 96, bevor er innerhalb Niedersachsens zum VfL Wolfsburg ging. Ab der B-Jugend wurde er offensiv variabel eingesetzt, spielte im Mittelfeld, als Stürmer oder auf den Außenbahnen. Gemeinsam mit Mannschaftskameraden und späteren Profis wie John Yeboah oder Kapitän Tim Siersleben nahm Pohlmann mit der Wolfsburger U17 am Spielbetrieb der Juniorenbundesliga teil. Konkurrenten wie der Niendorfer TSV oder Hansa Rostock wurden mit 12:0 bzw. 7:0 besiegt, am Ende der Saison 2016/17 holte aber Werder Bremen mit weitem Abstand den Staffelsieg. In seiner zweiten Spielzeit für die B-Junioren spielte Pohlmann als Gegenpart zu Leon Sommer auf Links fast ausschließlich auf dem rechten Flügel, traf zweimal doppelt und bereitete auch einige Tore vor. Mit 17 Jahren rückte der Offensivspieler fest in die A-Jugend auf und trainierte häufiger mit der U23. Auch eine Altersklasse höher konnte Pohlmann überzeugen und regelmäßig treffen oder seinen jeweiligen Teamkollegen vor dem Tor assistieren. Mit der U19 gelang ihm nun auch der Staffelsieg vor Bremen oder RB Leipzig, im Meisterschaftshalbfinale war aber am VfB Stuttgart kein Vorbeikommen.

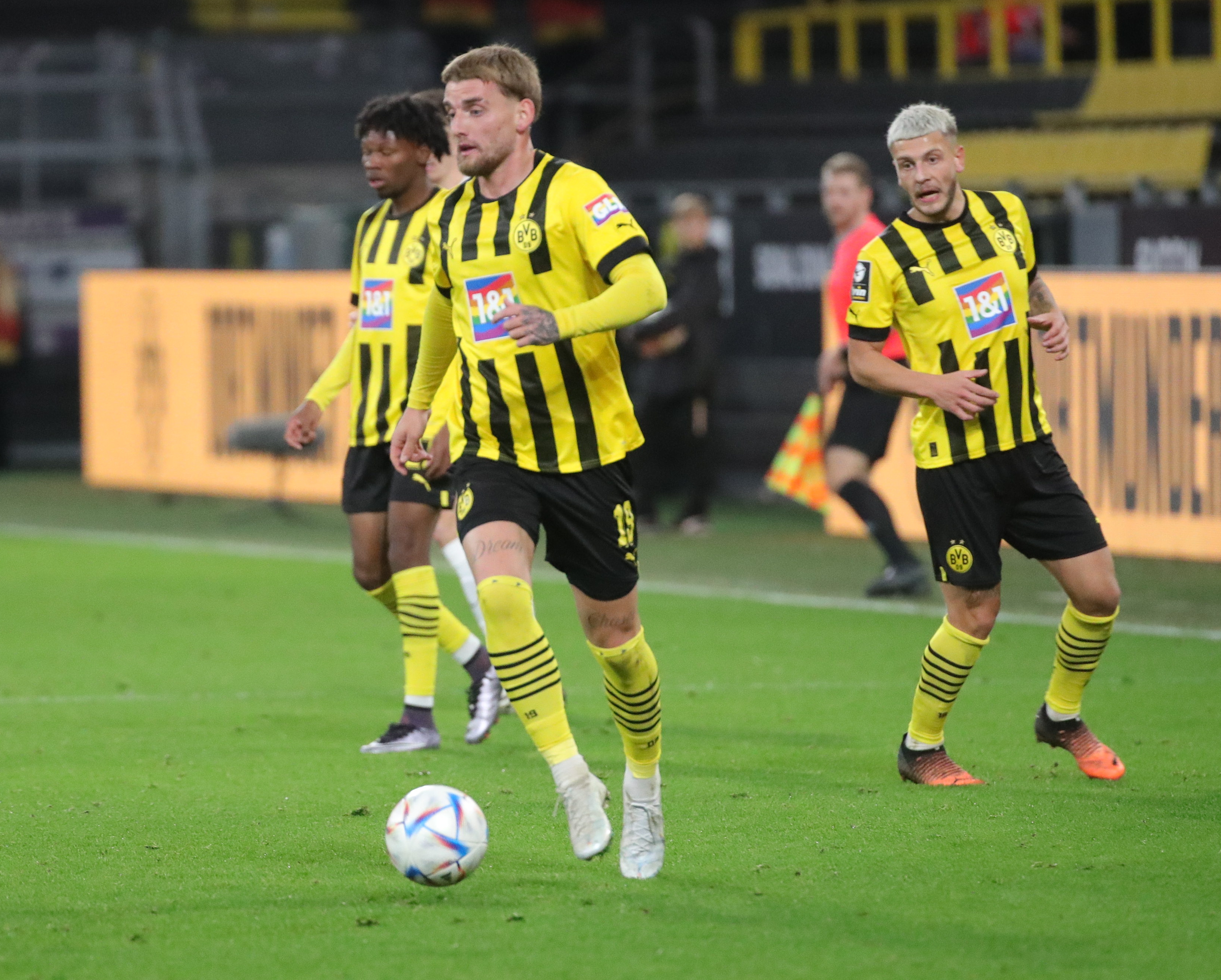
Ole Pohlmann im Trikot von Dortmund II (2022)

Aufgrund konstant guter Leistungen in der U19 – etwa drei Torvorlagen beim 5:1 über Niendorf – absolvierte der in dieser Spielzeit überwiegend im offensiven Mittelfeld agierende Pohlmann nach dem Abbruch aller Juniorenwettbewerbe in Folge der COVID-19-Pandemie im Frühjahr 2020 seine ersten Einsätze in der Regionalliga Nord. Diese wurde nach Überschreitung der Altersgrenze im folgenden Sommer sowieso sein Hauptbetätigungsfeld, zumal viele Spieler das zuvor in der Relegation zur 3. Liga gescheiterte Meisterteam verlassen hatten. Nach neun Spielen, von denen die letzten fünf allesamt verloren wurden, erfolgte auch in der vierten Liga eine Unterbrechung und schließlich der Abbruch aufgrund der nach wie vor präsenten Pandemielage.
Im Anschluss an die Saison 2020/21 meldete der VfL Wolfsburg seine zweite Mannschaft vom Spielbetrieb ab und ging eine Kooperation mit dem österreichischen Zweitligisten SKN St. Pölten ein. Da für Pohlmann ebenso wie für John Iredale, Jesaja Herrmann, Davide Itter oder Jannis Heuer, die alle zu deutschen Zweitligisten oder ins Ausland wechselten, kein Sprung ins Bundesligateam vorgesehen war, nahm dieser schließlich ein Angebot von Borussia Dortmund II, als Westmeister in die 3. Liga aufgestiegen, wahr. Diesen hatten wiederum mit Dominik Wanner, Taylan Duman und Alaa Bakir drei offensive Stammkräfte der Meistersaison verlassen. In seiner ersten Saison für die Dortmunder schoss Pohlmann zwei Tore und leistete zwei Assists, am häufigsten setzte ihn Trainer Enrico Maaßen im linken Mittelfeld ein. Nachdem er mit der Mannschaft den Klassenerhalt geschafft hatte, spielte er mit ihr in der Spielzeit 2022/23 aufgrund von einer Niederlagenserie von sechs Spielen zeitweise gegen den Abstieg. Mit 11 Scorerpunkten hatte Pohlmann aber gemeinsam mit dem Mittelstürmer Justin Njinmah (18 Punkte) einen großen Anteil daran, dass die U23 des BVB erneut in der 3. Liga verblieb.
Während der folgenden Sommerpause unterschrieb der Offensivspieler einen DFL-Lizenzspielervertrag mit einer Laufzeit bis zum 30. Juni 2025 und wurde damit in den Kader der Bundesligamannschaft von Edin Terzić aufgenommen. Für diese debütierte Pohlmann in der torlosen Begegnung mit dem 1. FC Heidenheim am 20. Spieltag, als er in der 59. Minute für Jamie Bynoe-Gittens eingewechselt wurde. Wenig später bereitete er für die U23 erst drei Tore beim 5:2 gegen den SC Verl vor und steuerte einen Spieltag später beim 4:3 in Unterhaching drei Treffer bei. Am Saisonende stand Pohlmann in der 3. Liga bei 22 Scorerpunkten, womit er gemeinsam mit Luca Marseiler der zweitbeste Scorer der Liga war, und wurde mit der Mannschaft Elfter. Mit einem kicker-Notenschnitt von 2,52 war Pohlmann darüber hinaus der am zweitbesten benotete Spieler der ganzen Liga.
Zur Spielzeit 2024/25 wechselte Pohlmann in die erste portugiesische Liga zum Rio Ave FC.

### Nationalmannschaft
Pohlmann bestritt 25 Spiele für die Nachwuchsmannschaften des DFB. Mit einem Tor war er an der Qualifikation der U17-Nationalmannschaft für die EM 2018 beteiligt, nahm an diesem Wettbewerb jedoch nicht teil.

## Sonstiges
Beim Rio Ave FC läuft Pohlmann unter dem Künstlernamen „Olinho“ auf, da sein Nachname für Portugiesen schwer auszusprechen ist.